# Henry Lomb
Henry Lomb (Burghaun, 24 novembre 1828 – Pittsford, 13 giugno 1908) è stato un ottico e imprenditore tedesco naturalizzato statunitense, cofondatore della Bausch & Lomb assieme a Johann Jakob Bausch, e fautore tra gli altri del The Mechanics Institute, precursore del Rochester Institute of Technology.

## Biografia
Henry Lomb nacque a Burghaun, Elettorato d'Assia in Germania. Emigrò negli USA nel 1849 e si stabilì a Rochester (New York).
Quando il suo amico Johann Jakob Bausch, proprietario di un negozio di ottica a Rochester, ebbe bisogno di nuovi capitali per la propria attività nel 1854, gli diede 60 dollari con la promessa che, se le cose sarebbero andate bene, sarebbe entrato in società. Effettivamente il business crebbe e fondarono la Bausch & Lomb Company.
Lomb entrò nella 13th New York Volunteer Infantry durante la Guerra di secessione americana come sergente, luogotenente e capitano. Finita la guerra rientrò nella sua città al lavoro abituale.
Nel 1885, Lomb, assieme a Max Lowenthal, Ezra R. Andrews, Frank Ritter, William F. Peck e altri, fondò il Mechanics Institute (l'attuale Rochester Institute of Technology), per offrire "education for making a living." Lomb ne fu presidente fino al 1891 e supportò la scuola fino alla sua morte.
Henry Lomb morì improvvisamente a Pittsford (New York), all'età di 79 anni. È sepolto al Mount Hope Cemetery di Rochester.

## Onorificenze
- Nave della seconda guerra mondiale Liberty (navi trasporto) SS Henry Lomb, numero scafo 1784
- Henry Lomb School, scuole elementari a Rochester, New York[7]
- Lomb Memorial Drive e Bausch & Lomb Center, presso il campus Rochester Institute of Technology